# Steve Horvat
Steven "Steve" Horvat, né le 14 mars 1971 à Geelong, est un footballeur international australien. Il évoluait au poste de défenseur.
Il a participé à la Coupe des confédérations 1997 et à la Coupe des confédérations 2001 avec l'équipe d'Australie.

## Sélections
- 31 sélections et 1 but avec l'équipe d'Australie de 1994 à 2002.